# Luzbel está de visita
Luzbel está de visita (conocida en varios países como Adrián está de visita o Luzbel) fue una telenovela colombiana realizada en 2001 por R.T.I., Caracol Televisión y Telemundo. Su audiencia promedio fue de 11,8 de índice de audiencia y 44,4 de share, siendo emitida por Caracol en 2001 y años después en la señal de Telemundo.
Está protagonizada por Walter Díaz y Margarita Ortega, junto a María Helena Doering, Lino Martone, Luis Fernando Salas, Mónica Mendoza y Daniel Ochoa; con las participaciones antagónicas de Luz Stella Luengas y Oscar Corbella.

## Sinopsis
La historia gira en torno a la familia Franco Estrada, pertenecientes a la alta sociedad colombiana, formada por Fabio (Oscar Corbella), patriarca de la familia y un hombre con un sinfín de prejuicios, y su esposa, Elsa (María Helena Doering); también está la hermana de Elsa, Paulina (Luz Stella Luengas), una mujer invidente de sentimientos fríos que aparenta ser una mujer serena pero realmente es la villana principal de la historia. Además, está enamorada desde su juventud de Fabio. 
Los hijos de Fabio y Elsa son Karen y Cristian. Karen (Margarita Ortega), es una mujer bella, inteligente y culta, pero también caprichosa y engreída, que trabaja en una revista. Cristian (Lino Martone) es un guapo joven, atlético y muy profesional, que ha estudiado en una prestigiosa universidad estadounidense. Finalmente, está Lucía Estrada (Monica Mendoza), la inocente, bella y culta sobrina de Elsa quien ha acogido a su sobrina desde la niñez debido a la muerte de sus padres ahogados en un lago en un accidente de lancha.
Aparentemente, los Franco Estrada lo tienen todo, lo que los convierte una de las familias más envidiables del país; sin embargo, alguien aparece para interrumpir la paz de esta casa y de esta famosa familia. Esa persona es Adrián Espino (Walter Díaz), un hombre de tez negra, atractivo, atlético, estudiado, profesional y hábil para los negocios. Adrián aparecerá de un día para otro en la vida de Fabio Franco, ya que es su verdadero padre. Cuando Fabio se entera de que tuvo un hijo con el único y verdadero amor de su vida, una mujer de color que murió en un atentado en su propia casa, se le vendrá el mundo encima, y con ello se desatarán una red de secretos de familia guardados desde hace tiempo.
Fabio llevará a vivir a Adrián a la mansión Franco, y ahí comenzaran los problemas y roces con toda la familia, y especialmente con Paulina, Cristian y Karen, que se opondrán encarecidamente a la presencia de Adrián en la mansión. Karen, la hija mayor de Fabio, ya conocía a Adrián antes de que llegara a la mansión, pues tuvo un tórrido romance con él; esto la hace sentirse culpable por dos cosas: saber que tuvo relaciones con su medio hermano y haberle sido infiel a su novio, Esteban Calderón (Daniel Ochoa), con quien vive un noviazgo desgastado que sigue adelante solo por la costumbre y la conveniencia entre las familias de ambos.
Adrián se gana la enemistad declarada de Cristian, quien se confabula en un principio con Paulina para hacerle la vida imposible por creerlo un oportunista que se quiere apoderar de la herencia de Fabio. Sin embargo, Cristian esconde un secreto: es gay y mantiene una relación sentimental con Asdrúbal Zamora (Luis Fernando Salas), un hombre de nobles sentimientos que aparenta ser un tipo duro. Asdrúbal, que trabaja de instructor en un gimnasio, es hijo de Mercedes "Merceditas" Zamora (Margalida Castro), criada de los Franco Estrada y una mujer de buen corazón pero también muy religiosa y llena de prejuicios, y hermano de Begoña (Claudia Rocío Mora) una mujer de complexión gruesa y carácter explosivo y desobediente.
Adrián descubre el secreto de Cristian y se lo cuenta a Fabio, que descubre a su hijo teniendo relaciones con Asdrúbal en un hotel. Esto provocara la ira y el repudio injustificado de Fabio hacia Cristian, y su oposición ante la relación entre ambos. Sin embargo, tras un intento fallido de casar a Cristian con una mujer, este se marcha de la mansión Franco al lado de Asdrúbal, lo que le hace merecedor del odio de Fabio.
Por otro lado, Elsa, la esposa abnegada y fiel compañera y madre, ha comprendido que su matrimonio está acabado y que lo único que la une a Fabio es el verdadero amor que le tiene a él y a sus hijos, por quienes sufre y vela día a día. Lo que no sabe es que su propia hermana, Paulina, conspira contra ella y la culpa de sus desgracias. Por ello, Paulina actúa con alevosía cuando hay un problema entre Elsa y Fabio culpando de todo a ella. Ante esta situación, Adrián se encarga de mostrarle a Elsa un camino distinto, el camino de la verdad, quitándole la venda de los ojos y haciéndole ver que Fabio le es infiel con Magaly, una mujer promiscua y vulgar (Con quien Adrián tuvo relaciones antes) y que además Elsa vale mucho y no merece el maltrato de su marido. Cuando Elsa descubre la infidelidad de Franco, decide pedirle el divorcio.
Mientras tanto, Lucía y Esteban viven un romance imposible en un principio, ya que Lucía comenzó a salir con Esteban cuando este aún era novio de Karen. Sin embargo, cuando la verdad se descubre gracias a los enredos de Paulina, Karen en principio se obsesiona con Esteban (para olvidar a Adrián) e intenta separarlo de Lucía, pero termina por darse cuenta de que Esteban ama a Lucía y da por terminada definitivamente su relación con él; además, decide ayudar a Lucía a ser feliz con Esteban y sobre todo con sus suegros, los Calderón, un matrimonio que se encarga de hablar mal de todos (desde que Karen se alejó de Esteban atraída por Adrián) y se oponen terminantemente a la relación entre ambos. 
Cuando Fabio descubra el romance de Lucía y Esteban, la echa injustamente de la mansión, acusándola de ser una cualquiera. Esto obligará a Lucía a emprender un viaje a su lugar de nacimiento, donde se reencuentra con doña Nacha, una sirvienta de sus difuntos padres que le da asilo en la casa. Posteriormente, Lucía volverá a reencontrarse con Esteban luego de una difícil prueba. Mientras tanto, Karen se marcha por su cuenta de la mansión Franco cuando su padre descubre que tuvo un romance con el guardián de la casa, Camilo Moncada, quien en un ataque de celos provocará un accidente lamentable en la familia Franco.
Al final de la telenovela, todos rehacen sus vidas: Cristian y Asdrúbal se van a vivir a su propio departamento, según palabras de la misma Elsa. Karen se queda sola con el recuerdo de un amor que no pudo ser, pero que dejó huellas en ella y cambió su forma de pensar y de proceder: el amor de Adrián. Lucía y Esteban se quedan juntos y finalmente con la aprobación de sus suegros. Mercedes se queda viviendo con la familia de Begoña, mientras que Fabio muere por una enfermedad del corazón y Paulina acaba suicidándose de un disparo en el vientre.
Al fin se revela el misterio de Adrián, quien regresa a su pueblo con su verdadera familia: se descubre que el misterioso Adrián Espino era realmente un seminarista y que Begoña lo conoció un año antes de su llegada con los Franco, lo que quiere decir que Adrián fue un ángel enviado para destapar los secretos que tanto daño hacían a la familia y que hizo que todos se liberaran del demonio (Paulina) y del verdadero infierno (los prejuicios y la falsa moral de Fabio).

## Elenco
- Walter Díaz[2] - Adrián Espino
- Margarita Ortega[2] - Karen Franco
- María Elena Döehring[2] - Elsa Estrada
- Luz Stella Luengas[2] - Paulina Estrada
- Oscar Corbella[2] - Fabio Franco
- Lino Martone[2] - Cristian Franco
- Luis Fernando Salas[2] - Asdrúbal Zamora
- Mónica Mendoza[2] - Lucía Estrada
- Daniel Ochoa[2] -Esteban Calderón
- Margalida Castro[2] - Mercedes Zamora
- Claudia Rocío Mora - Begoña Zamora
- Luz Mary Arias - Beatriz
- Heidi Corpus - Magaly
- Julio del Mar - Manuel Calderón
- Lorena McAlister - María Paula de Calderón
- Lilian Vélez - Gloria
- Carlos Villa - Dominico
- John Ceballos - Camilo Moncada
- Oscar Fernando Muñoz - Wilfred
- Astrid Hernández - Silvia de Alemán
- Alberto Marulanda - León
- Paula Vásquez - Miss
- Sandra Guzmán - Homaira
- Efraín Londo - Ejecutivo #1
- Juan Carlos Uribe - Ejecutivo #2
- Rebeca López - Zorida "Zorrida" de Alemán
- Pedro A. Vargas - Jardinero
- Jaime Barbini - Doctor Viquiet (Sicologo)
- Miguel A. Velandia - Fotógrafo
- Luz Stella Jaramillo - Mamá de Lucía
- Daniela Rodríguez - Lucía
- Claudia Arroyave - Ligia Salazar
- Angely Marleny Rojas Peralta-Empleada privada
- Danilo Santos
- Lucero Galindo
- Leticia Palacio
- Manuel Busquets
- Mariela Home
- Ricardo Crespo - David

## Emisión

### Emisión internacional
- Ecuavisa
- Telemundo
- TVN   - (Cancelada)
- Azteca 7
- Televen
- Canal 4
- Canal 3
- Sotel
- Teletica